# Avocadosuppe

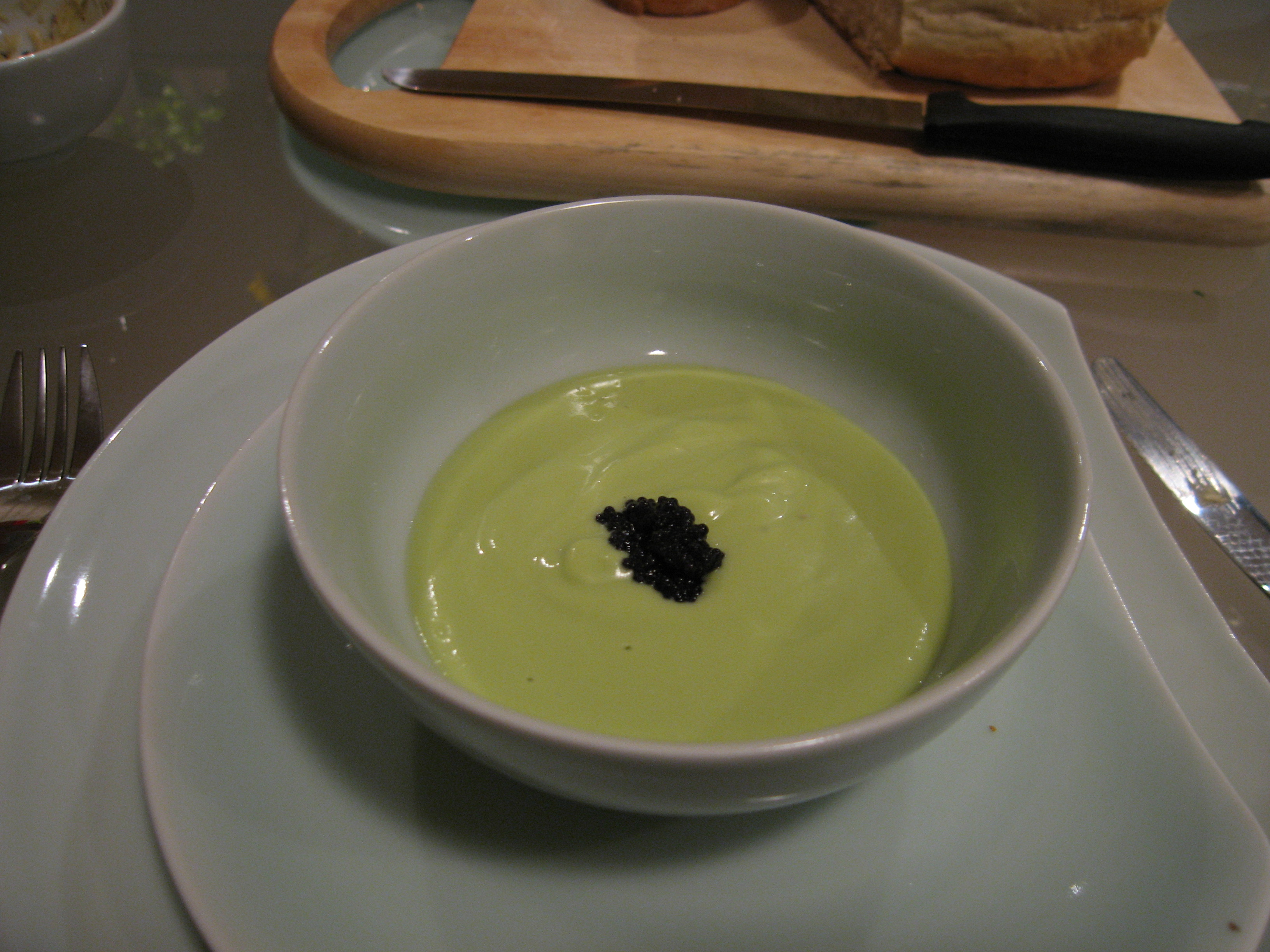
Kalte Avocadosuppe mit Kaviar garniert

Avocadosuppe ist eine kalte Suppe aus dem Fruchtfleisch der Avocado. In den Küchen des Mittleren Ostens wird sie beispielsweise zu den Meze serviert, die um die Suppenschüssel herum aufgestellt werden. Bereits am Vortag zubereitet, entfalten sich Geschmack und Aroma der Suppe besser. Avocadosuppe wird immer kalt zubereitet, da das Fruchtfleisch beim Erhitzen sonst bitter wird.

## Zubereitung
Die Suppe wird aus dem pürierten Fruchtfleisch hergestellt, das großzügig mit Zitronensaft und Salz gewürzt und mit kalten Zutaten weiterverarbeitet wird. Sie kann mit etwas Joghurt oder Sahne und/oder Kraftbrühe verdünnt werden; Mögliche Varianten sind das Abschmecken mit Vodka und Garnieren mit Kaviar; oder mit Mangopüree gemischt und Kokosflocken garniert, oder auch mit fein gewürfelten Garnelen garniert.